# 曹丕代漢
曹丕篡漢又稱曹丕代漢或漢魏禪代，是指公元220年，漢獻帝將皇位禪讓給魏王曹丕之事。此事件標誌著東漢結束，三國時期正式開始。

## 詳情
建安二十五年，正月庚子（220年3月15日），掌握東漢大權的魏王曹操去世。壬寅，曹丕繼王位，為丞相，領冀州牧。繼位後，为了显示曹魏是“清流”之继承者，曹丕表彰了在东汉后期，以积极或消极的态度抗争政治黑暗的二十四位贤人。三月，改元延康。六月庚午（8月12日），曹丕南征。十月癸卯，曹丕令郡國將死去的士卒用棺殯斂，送回家鄉。丙午，來到曲蠡。
左中郎將李伏上表魏王曹丕，表示魏王即位以來，祥瑞屢見，此是天命所歸。曹丕回覆說德薄之人不敢當。魏國侍中劉廙、辛毗、劉曄、尚書令桓階、尚書陳矯、陳群、給事黃門侍郎王毖、董遇又上書，表示漢朝從漢桓帝、漢靈帝以來天下大亂，生靈塗炭，殿下即位以來祥瑞屢見，民心所向。曹丕回覆，所謂祥瑞，似是而非。
延康元年十月辛亥（220年11月21日），太史丞許芝又向曹丕上表他所知的數條魏當代漢的讖緯，表明漢魏應禪代。曹丕拒絕。侍中辛毗、劉曄、散騎常侍傅巽、衛臻、尚書令桓階、尚書陳矯、陳群、給事中博士騎都尉蘇林、董巴等上奏表示太史丞許芝提到的魏國受命的上書，言辭懇切，且漢朝衰敗，百姓拋棄漢朝民心向魏，已顯而易見。曹丕下令不要再提及禪讓之事。
十月癸丑（11月23日），督軍御史中丞司馬懿、侍御史鄭渾、羊秘、鮑勛、武周上表曹丕，表示已讀過太史丞許芝的上書，又表示天命在魏，漢室衰微，自漢和帝、漢安帝、漢沖帝、漢質帝以來，皇脈屢次斷絕，漢桓帝、漢靈帝荒淫無道，天命早已不在漢朝。殿下登基後，德被八方，殿下不應再謙讓。曹丕表示，自己德行比不上周武王，道義修養也不上伯夷、叔齊，因而沒有同意禪代。
乙卯（11月25日），漢獻帝下詔，認為漢朝氣數已盡，曹氏應當登大位，自己羨慕堯舜禪讓，決定禪位於魏王。尚書令桓階等又上書曹丕，並直接稱呼曹丕為陛下，表示漢朝皇帝要將皇位授予陛下，陛下應該順應天命，接受皇位。曹丕以自己在外巡查為由推脫。尚書令等又上書，表示魏王應該就地登基。曹丕還是表示自己不敢當。
侍中劉廙、常侍衛臻等上表曹丕，表示陛下應速速登基，且咨詢過太史丞許芝，本月十七日己未可以登基。曹丕推辭不接受漢獻帝禪位詔書。
輔國將軍清苑侯劉若等120人又上書曹丕要求準備壇場，在黃道吉日那天登基。曹丕拒絕。侍中劉廙等上書要曹丕接受皇位，曹丕還是推辭。
庚申（11月30日），曹丕親自上書漢獻帝，表示不接受漢獻帝禪位詔書。
辛酉（12月1日），給事中博士蘇林、董巴再次上表曹丕要求登基，曹丕拒絕。
壬戌（12月2日），漢獻帝下詔，表示漢朝已經歷二十多代皇帝，維持超過四百年，氣數已盡。魏王應該順應天命登基。
尚書令桓階等再次上表曹丕要求登基。曹丕表示，大家何必如此急切。
甲子（12月4日），魏王上書漢獻帝表示還是不接受禪位詔書。
侍中劉廙等上書勸曹丕登基，曹丕還是沒有直接同意。
丁卯（12月7日），漢獻帝下詔給曹丕，表示今天已讓張音帶著皇帝璽綬讓予魏王，魏王應該敬受。
相國華歆、太尉賈詡、御史大夫王朗和九卿等上表要求曹丕登基，曹丕表示自己依舊不敢接受禪讓詔書。
己巳（12月9日），曹丕上表漢獻帝再度推辭皇位，並要求漢獻帝召回張音。
相國華歆、太尉賈詡、御史大夫王朗和九卿繼續上書曹丕，要求登基。此次曹丕終於表示，群臣真心認為天命不可拒，民望不可違，孤怎麼能推辭呢？
庚午（12月10日），漢獻帝下詔曹丕，要求曹丕速速登基。尚書令桓階等又上表曹丕，表示農曆十月二十九日那天曹丕可以登壇登基。曹丕允許。
辛未（12月11日，三國志記載是庚午日，即12月10日），曹丕在公卿、列侯、諸將、匈奴單于、四夷來朝者等數萬人的見證下，在繁陽的壇場正式登基，並祭祀天地、五嶽、四瀆，同時宣佈改延康元年為黃初元年，且大赦天下。東漢結束，曹魏正式建立。
割据益州的汉中王刘备不承认曹魏，故不用延康、黄初年号，并于次年建立蜀汉，自称汉朝的延续；割据扬荆交三州的孙权起初称臣曹魏，受封为吴王，222年与曹魏决裂后也弃用了延康、黄初纪年，改用建安年号和自建年号。